# Grand Confort
Grand Confort è una serie di poltrone a forma di cubo, i cui cuscini in pelle sono racchiusi da un corsetto in acciaio cromato. Venne progettata nel 1928 da Le Corbusier, Pierre Jeanneret e Charlotte Perriand come risposta modernista alla tradizionale poltrona club. La linea fu presentata nel 1928 al Salon d'Automne di Parigi.

## Storia
Le Corbusier iniziò a sperimentare il design dei mobili dopo aver visto un progetto di appartamento disegnato dall'architetto Charlotte Perriand e averla invitata a unirsi al suo studio. Anche suo cugino Pierre Jeanneret collaborò a molti dei progetti. Prima dell'arrivo di Perriand, Le Corbusier utilizzava mobili già pronti per arredare i suoi progetti, come i semplici pezzi realizzati dall'azienda Thonet negli anni '30.
Nel 1925 Le Corbusier pubblicò il libro L'Art Décoratif d'aujourd'hui, in cui individuò tre tipologie di mobili: tipo-bisogni, tipo-mobili e oggetti delle arti umane, questi ultimi definiti come "Estensioni dei nostri arti e adattati alle funzioni umane che sono bisogni di tipo e funzioni di tipo, quindi oggetti di tipo e mobili di tipo. L'oggetto di arto umano è un docile servitore. Un buon servitore è discreto e schivo per lasciare libero il suo maestro. Certamente le opere d'arte sono strumenti, strumenti belli. E viva il buon gusto che si manifesta con la scelta, la sottigliezza, la proporzione e l'armonia".
I primi risultati della collaborazione con Perriand furono tre poltrone in tubolare d'acciaio cromato disegnate per due dei suoi progetti, la Maison la Roche a Parigi e un padiglione per Barbara e Henry Church. La linea di mobili fu poi ampliata per l'esposizione al Salon d'Automne di Le Corbusier del 1929 e denominata "Attrezzature per la casa".

## Serie
La serie Grand Confort è composta da 3 modelli:
- LC-1 - Originariamente denominata Basculant, Fauteuil Grand Confort
- LC-2 - Petit Modèle: con una forma simile a un cubo, è più stretto rispetto a LC-1 ma ha una seduta e uno schienale più alti. È un piccolo modello di divano comfort.
- LC-3 - Fauteuil grand confort, grand modèle: più largo e più basso al suolo, è un grande modello di divano comfort.

## Nella cultura popolare
Le poltrone LC-2 e LC-3 sono comparse in diverse pubblicità, in particolare quelle della Maxell.
All'evento Apple del 2010, l'allora amministratore delegato Steve Jobs utilizzò una poltrona LC-3 durante la presentazione dell'iPad.
Le poltrone Grand Confort sono presenti in una collezione permanente di design del MOMA di New York.
Nella serie televisiva Sherlock (adattamento della BBC di Sherlock Holmes), Holmes siede su un LC-3, mentre il dottor Watson siede su una tradizionale poltrona club.
Nel manga Spy × Family il primo volume raffigura il personaggio di Twilight seduto su una poltrona LC-2. Anche il soggiorno della famiglia Forger è decorato con poltrone LC-2.